# 茅以森
茅以森 （英語：David Mao） 是一位美籍华裔法律图书馆学家。

## 生平
他出生在美国纽约市，成长在新泽西州。 在当地中学毕业后， 进入乔治华盛顿大学并拿到学士学位， 先后在乔治城大学法律中心攻读法律学位，在美国天主教大学攻读图书馆和信息科学硕士学位。
毕业后在律所担任律师，后来乔治城大学法律图书馆任职。2005年进入美国国会图书馆工作，被国会智库國會研究處 (Congressional Research Service)聘用。 他还是马里兰大学学院市分校的客座教授。2010年加入国会图书馆法律图书馆首席副馆长，2012年1月成为第二十三任法律图书馆馆长。 2015年1月12日，茅以森被任命为国会图书馆办公副主任，接任前任詹姆斯·哈德利·贝灵顿。 2015年9月30日担任美国国会图书馆代理馆长，直到2016年正式转交给接任的第十四任美国国会图书馆馆长卡拉·海登。
作为一名法律图书馆学家，茅以森负责管理美国国会图书馆法律图书馆的日常运作和政策实施。法律图书馆是世界上最大规模的法律材料和领先的外国，比较和国际法研究中心。 在他任职期间，在《大宪章》八百周年纪念日前夜的历史展览上，为图书馆带回了1215年成书的《大宪章》复印本。